# تولوکا (ایلینوی)
تولوکا، ایلینوی (به انگلیسی: Toluca, Illinois) یک شهر در ایالات متحده آمریکا با جمعیت ۱٬۳۳۹ نفر است که در ایلی‌نوی واقع شده‌است.

## موقعیت جغرافیایی
موقعیت جغرافیایی شهرها و مناطق اطراف به شرح زیر است: